# Ponte Lungo
Ponte Lungo – stacja na linii A metra rzymskiego. Stacja została otwarta w 1980 roku. W odległości około 200 metrów znajduje się stacja kolejowa Roma Tuscolana.